# Wéris
Wéris (Waals: Werisse) is een dorp in de Belgische provincie Luxemburg en een deelgemeente van Durbuy. Het bosrijke Wéris behoort tot de 25 plaatsen die zijn uitverkozen tot mooiste dorpen van Wallonië, Les Plus Beaux Villages de Wallonie. In de deelgemeente Wéris liggen ook de dorpjes Pas-Bayard, Oppagne en Morville.

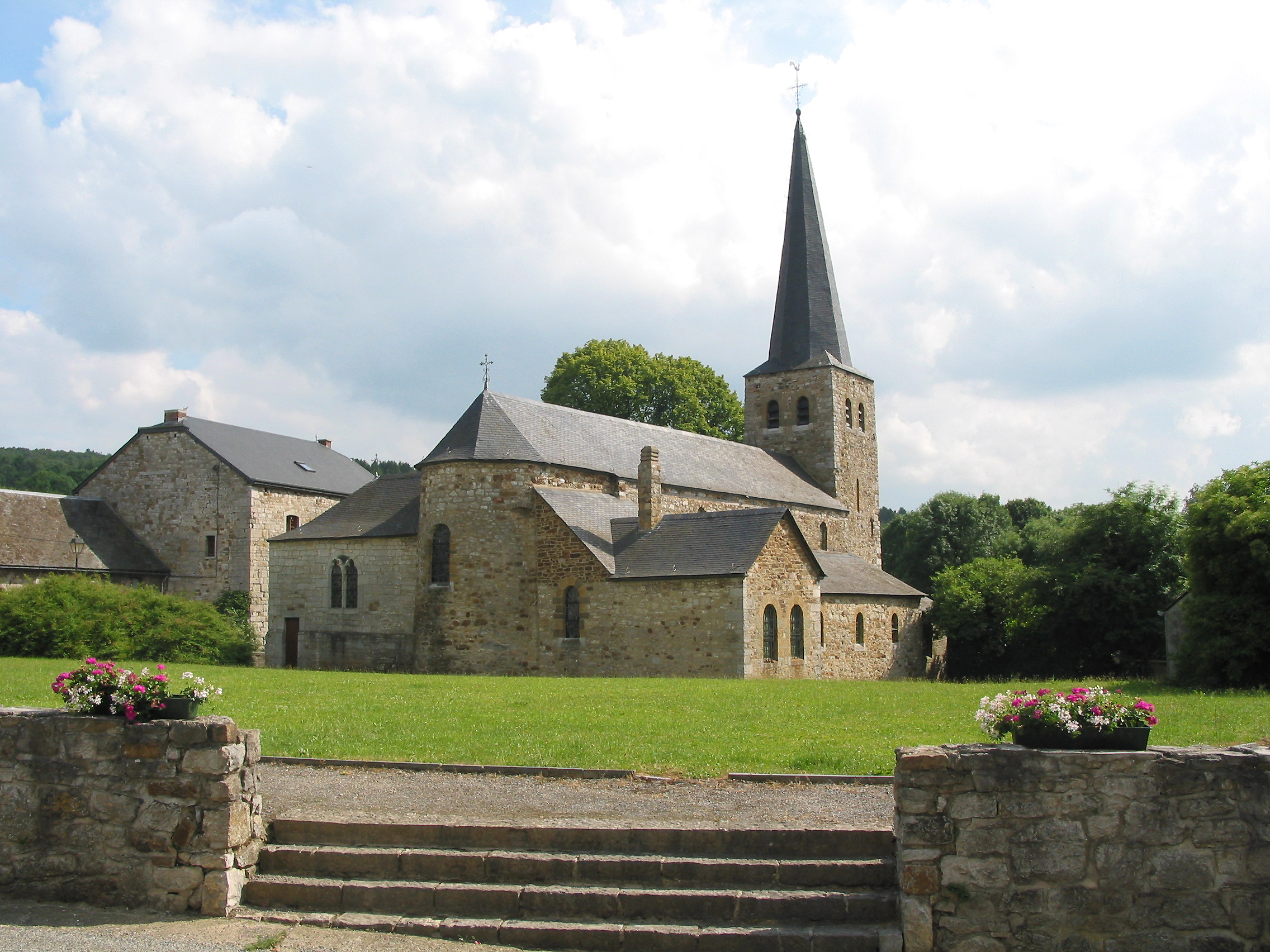
Sint-Walburgakerk

## Geschiedenis
In 1812 werden de naburige gemeentes Biron en Oppagne opgeheven en bij Wéris aangehecht. Bij de gemeentelijke fusies van 1977 werd Wéris een deelgemeente van Durbuy. Biron werd afgesplitst en bij Érezée aangehecht.

## Demografische ontwikkeling
- Bronnen:NIS, Opm:1831 tot en met 1970=volkstellingen, 1976= inwoneraantal op 31 december

## Megalieten
Het dorp staat bekend om zijn megalieten: twee dolmens, de Dolmen van Wéris en de Dolmen van Oppagne, en meerdere menhirs, waaronder de Menhir Danthine en de Menhir van Morville. De Pierre Haina (de steen der ouden) is een natuurlijke (door mensen bijgewerkte), op een sfinx gelijkende rots die regelmatig wit geschilderd wordt en die vanuit een groot deel van het dal zichtbaar is. Vlak daarbij ligt het Duivelsbed (Lit du Diable), een natuurlijk stuk puddingsteen dat waarschijnlijk afgegleden is van de helling erboven. De twee megalietgraven in Wéris horen tot de Seine-Oise-Marnecultuur (SOM).
De graven zijn kleiner dan de (noordelijker gelegen) hunebedden van de Trechterbekercultuur (TRB) en de ingang bevindt zich aan de korte zijde in plaats van aan de zuidelijke lange zijde. De ouderdom van deze dolmens is tussen de 4800 tot 5000 jaar.
Ze zijn gemaakt van puddingsteen, een in de streek veelvoorkomend sedimentgesteente, een mengsel van kiezel en zandsteen. De twee dolmen van Wéris, de menhirs en de Pierre Haina het Duivelsbed vormen een lijnenpatroon waarvan men denkt dat het een astronomische betekenis heeft. Zo is de lijn tussen de Pierre Haina en het dolmen van Wéris de lijn van de zonsopgang bij de equinox. De lijn van de Dolmen van Oppagne naar Pierre Haina is dan zonsopgang bij de zomerzonnewende.

## Fotogalerij

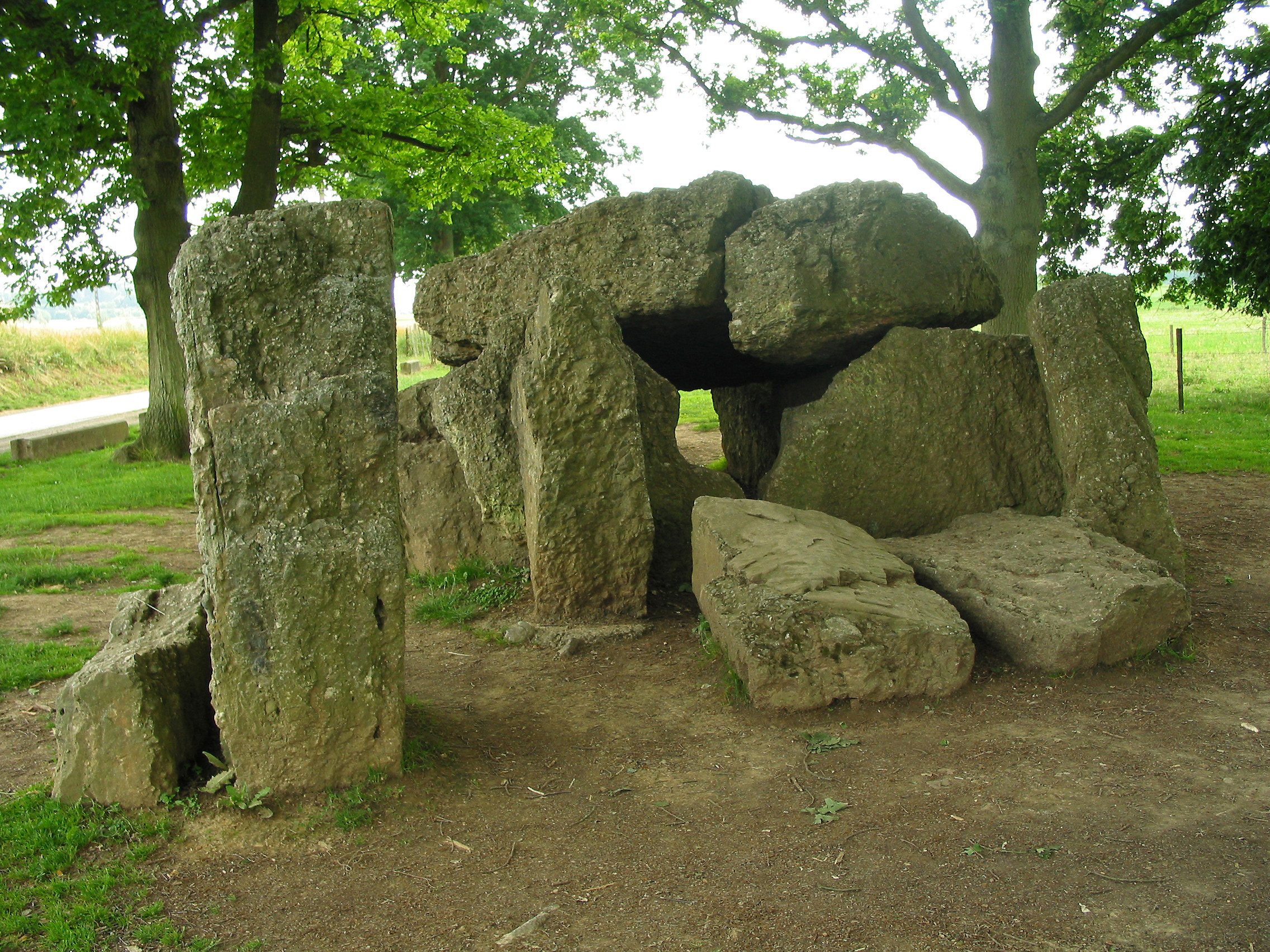
Dolmen van Wéris
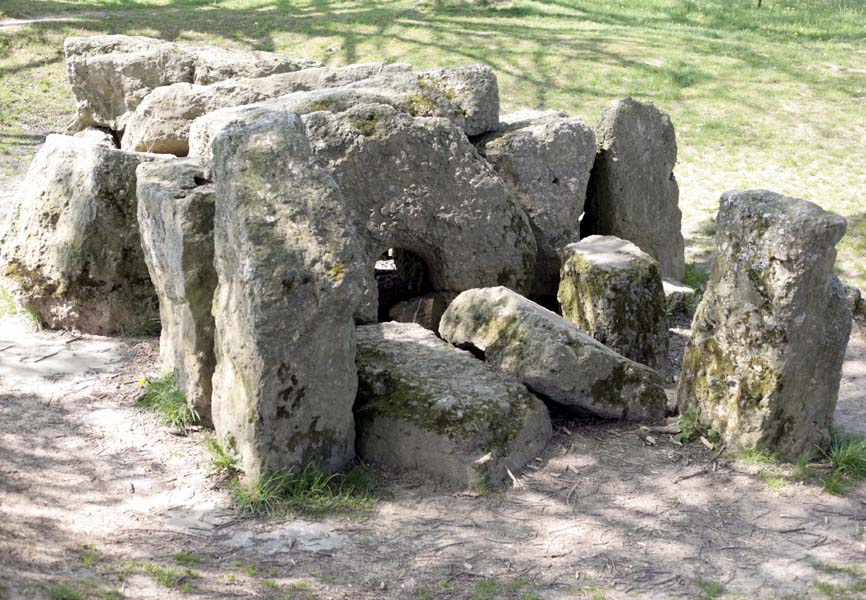
Dolmen van Oppagne
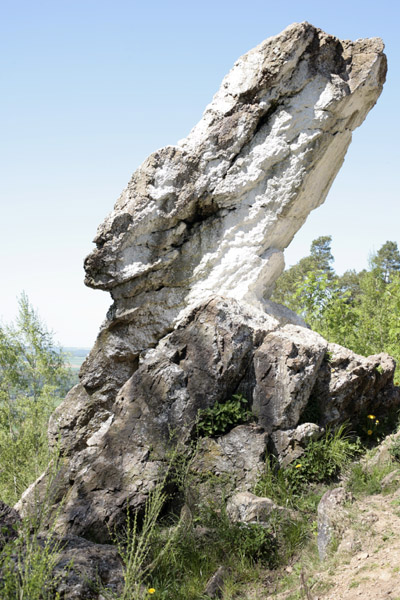
Pierre Haina (natuurlijke rots)
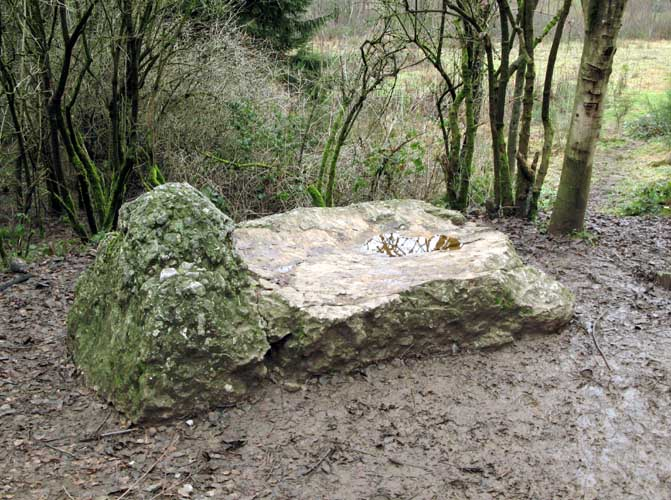
Duivelsbed (natuurlijke rots)
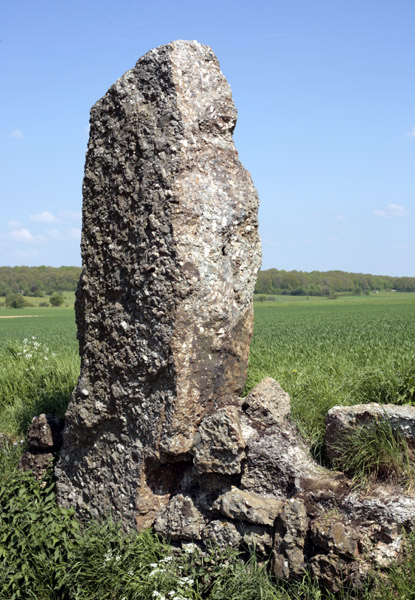
Menhir Danthine
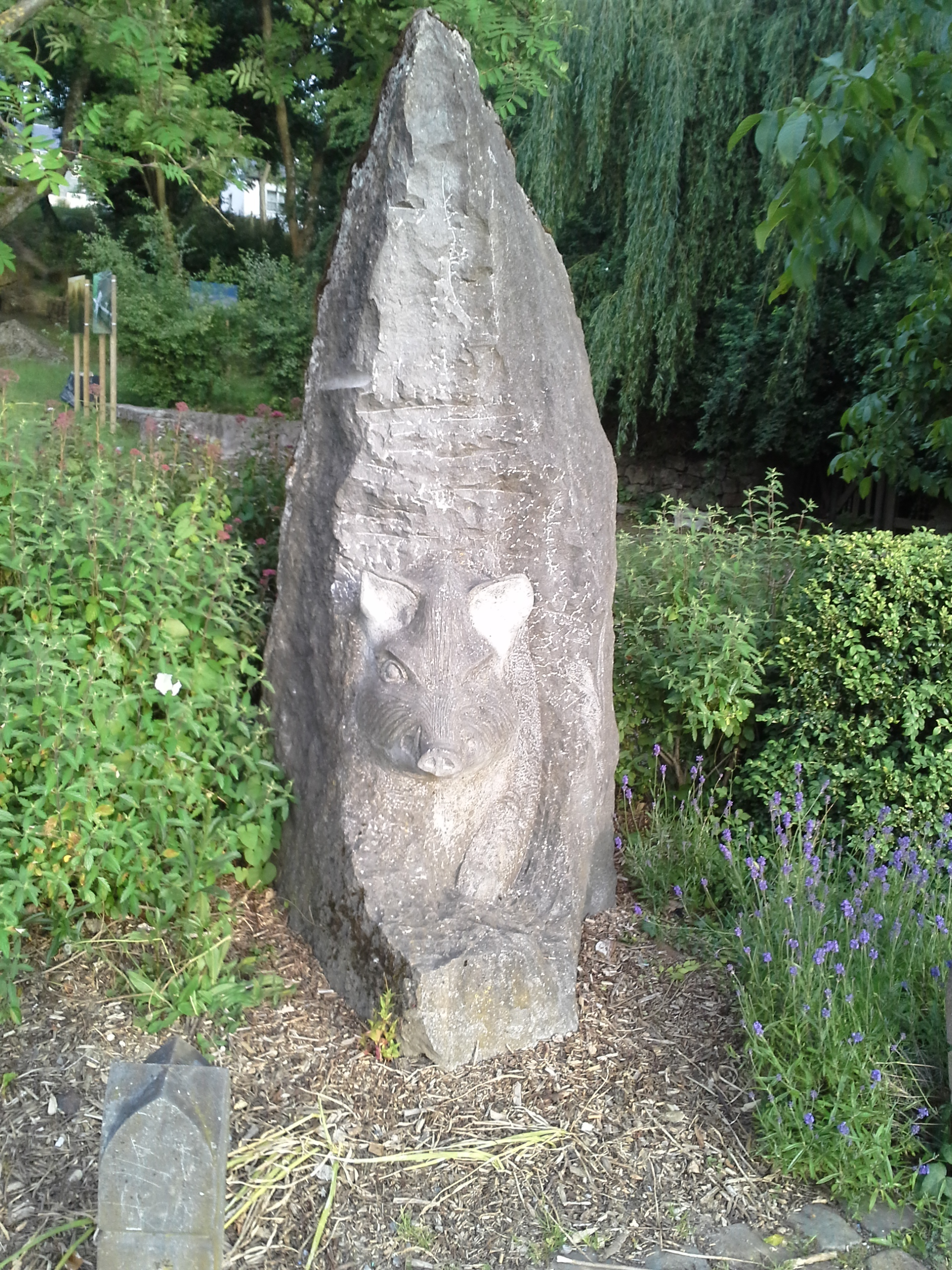
Everzwijn
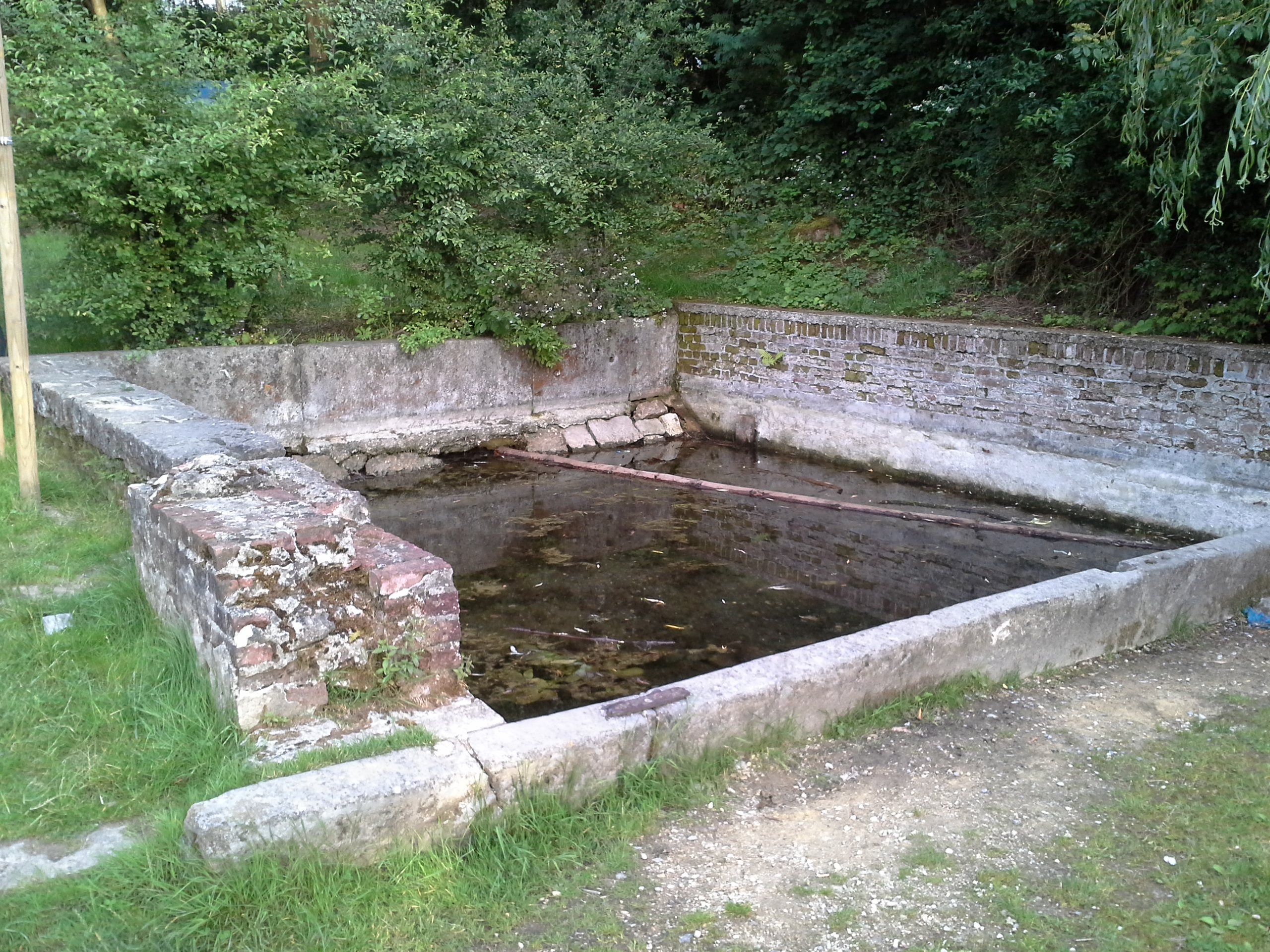
Drinkplaats
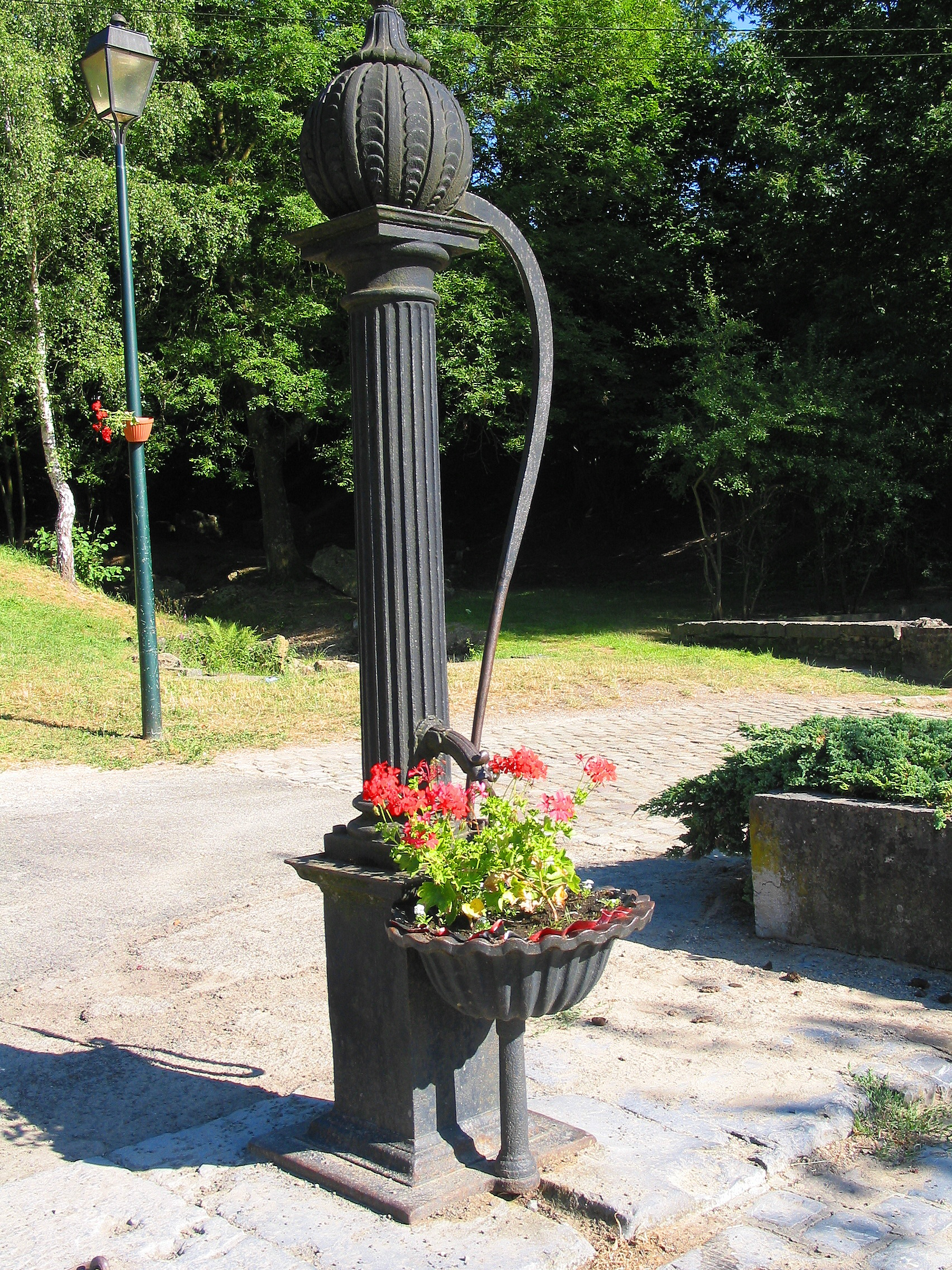
Oude waterpomp

Deelgemeenten: Barvaux · Bende · Bomal · Borlon · Durbuy · Grandhan · Heyd · Izier · Septon · Tohogne · Villers-Sainte-Gertrude · Wéris

Overige plaatsen: Aisne · Bohon · Grande Enneille· Herbet · Hermanne · Houmart · Juzaine · Longueville · Morville · Oneux · Oppagne · Ozo · Palenge · Pas-Bayard · Petite Enneille · Petite-Somme · Petithan · Rome · Verlaine-sur-Ourthe · Warre

Belgische gemeenten · Arrondissement Marche-en-Famenne · Luxemburg · Wallonië